# غادمة غتر (مقاطعة ديواندرة)
غادمة غتر (بالفارسية: گادمه گتر) هي قرية تقع في قسم قراتورة الريفي (مقاطعة ديواندرة) في إيران. يقدر عدد سكانها بـ 341 نسمة بحسب إحصاء 2016.